# Henschelhaus

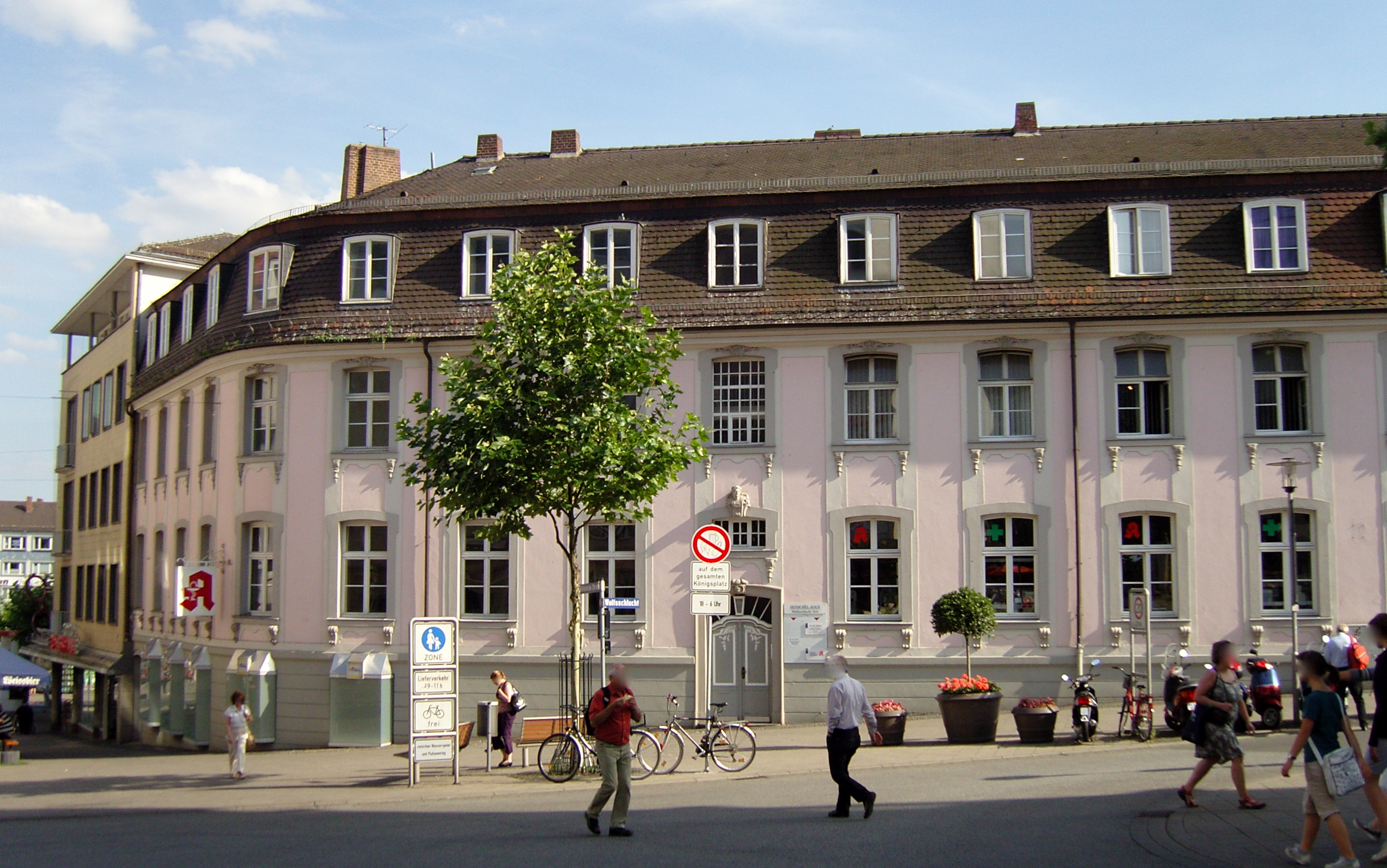
Kasseler Filiale der Danat-Bank (2009)

Das Henschelhaus war ein Gebäude in Kassel, das 1921 bis 1923 als Filiale der Darmstädter und Nationalbank erbaut wurde. Später unterhielt der Anwalt Max Plaut in dem Gebäude seine Kanzlei. Seit 1939 war das Gebäude im Besitz der Familie Henschel und beherbergte die Henschelsche Familien-Verwaltung GmbH. Das Haus wurde im Frühjahr 2010 abgebrochen. Mittlerweile wurde jedoch die Fassade rekonstruiert und in einem Neubau eingebunden.

## Baubeschreibung

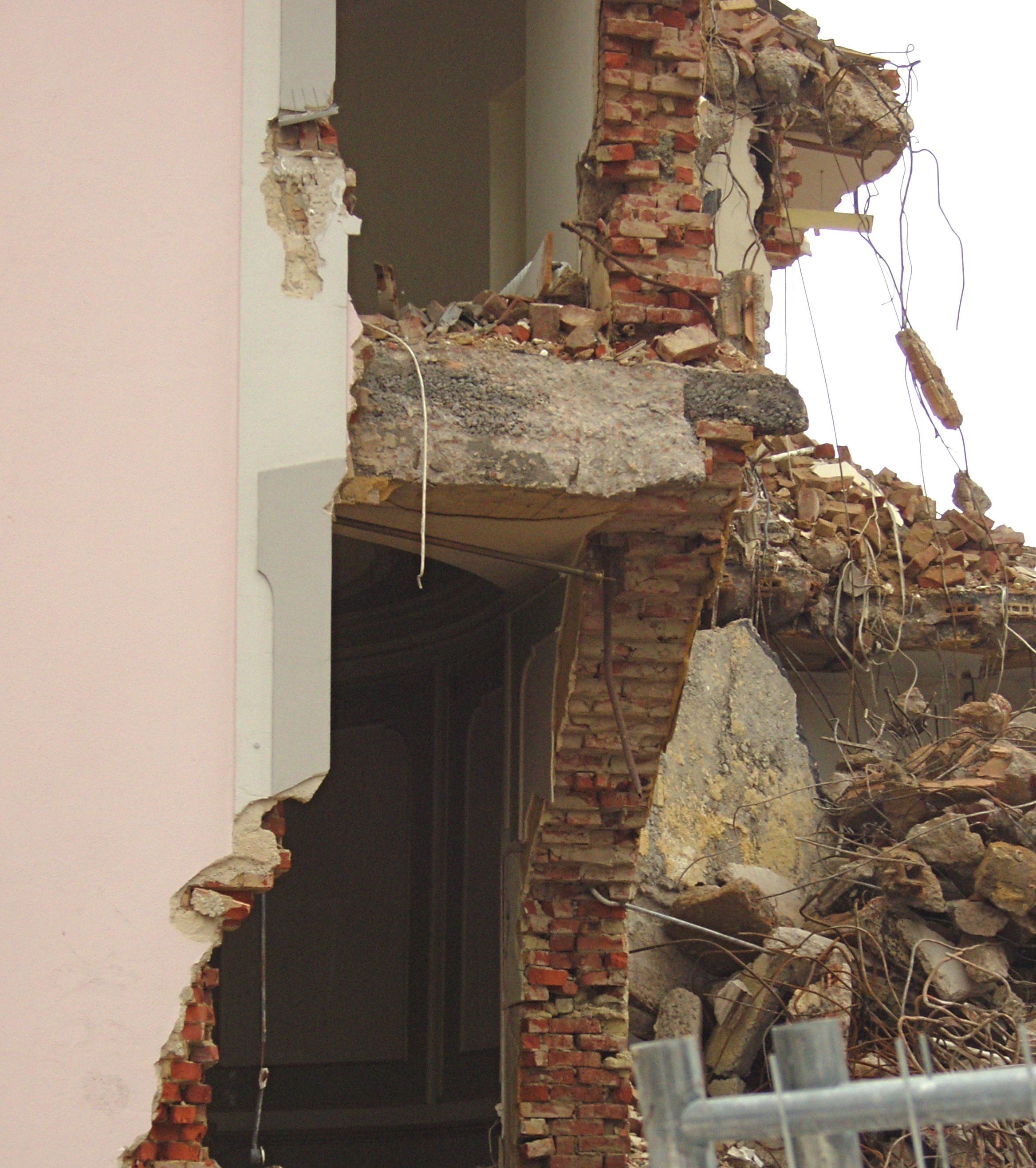
Erhaltene Innenraumausstattung während der Abbrucharbeiten im Mai 2010

Das 16-achsige Gebäude folgt dem Straßenverlauf an der Kreuzung der Neuen Fahrt und der Kölnischen Straße in der Kasseler Innenstadt.
Der Architekt Karl Wittrock orientierte sich bei der Fassadengestaltung an dem benachbarten, im Rokokostil gestalteten und heute nicht mehr bestehenden, Brühlschen Haus. Im Zweiten Weltkrieg wurden weite Teile der Kasseler Innenstadt zerstört oder schwer beschädigt. Die Luftangriffe auf Kassel trafen dabei auch das Henschelhaus. Der anschließende Wiederaufbau Kassels war geprägt von einer Neuplanung der Struktur der Innenstadt. Dabei wurden viele Gebäude gar nicht oder nur in Teilen wieder aufgebaut. Das Henschelhaus verzeichnete äußerlich überwiegend Zerstörungen im Dachstuhl. Die ursprüngliche Ausführung mit einem Satteldach wurde durch ein Mansarddach ersetzt. Dadurch wurde die Außenansicht des Gebäudes wesentlich verändert. Im Laufe der Jahre erfolgte der Einbau von Schaukästen in die Fassade entlang der Kölnischen Straße.

## Neubebauung
Der Gebäudekomplex, zu dem neben dem Henschelhaus auch ein zum Königsplatz ausgerichtetes Gebäude der 1950er Jahre gehört, wurde im Jahr 2009 von einem Investor aufgekauft, um an dessen Stelle ein neues Geschäftshaus zu errichten. Nach einer Bauvoranfrage wurde das Gebäude aus der Denkmalliste gestrichen. Ein Architektenwettbewerb soll über das endgültige Erscheinungsbild des Neubaus entscheiden. Seitens der Denkmalschutzbehörden wurde ein Erhalt der Fassaden und des Daches gefordert. Im April 2010 begann der Abbruch des Gebäudes, eine (deutlich veränderte) Rekonstruktion der Fassade ist vorgesehen.